# Titus Flavius (Mosaizist)
Titus Flavius war möglicherweise ein antiker römischer Mosaizist oder Besitzer eines Hauses mit einem Mosaik in Rom im 2. Jahrhundert.
Er ist nur bekannt durch eine fragmentarische Inschrift „T(itus) F(lavius) [---]c“ auf einem 1823 beim 4. Meilenstein an der Via Appia in Rom gefundenen Mosaik mit einem Apollonkopf. Die Inschrift wurde als „faciebat“, „facit“ oder „fecit“ („hat gemacht“) ergänzt, jedoch ist das höchst unsicher. Ebenso käme das C als Teil eines Cognomen in Frage, womit es sich dann um eine Besitzerinschrift handeln würde.